# Susan Polgar
Susan Polgar, Hongaarse naam: Zsuzsanna (Zsuzsa) Polgár, (Boedapest, 19 april 1969) is een Amerikaanse schaakster en grootmeester van Joods-Hongaarse afkomst.

## Levensloop
Zij is de oudste van de drie Polgar-zusters. De anderen zijn Sofia en Judit. De zusters werden op ongewone wijze opgevoed: ze gingen niet naar school, maar werden door hun ouders onderwezen. Moeder Polgar gaf daarbij het algemene onderwijs en vader het schaakonderricht. Het ouderpaar wilde daarmee bewijzen dat het mogelijk is genieën te kweken.
Susan Polgar speelde vanaf jonge leeftijd in algemene toernooien en was daarin redelijk succesvol. Ze was de eerste vrouw die grootmeester werd door normen te scoren. Haar grootste successen heeft ze behaald in het vrouwenschaak. In 1992 won ze met overmacht het kandidatentoernooi, maar de daarop volgende kandidatenmatch met Nana Ioseliani kon ze niet winnen (4-4) en verloor ze door loting. In 1994 won ze wederom het kandidatentoernooi en daarna ook de kandidatenmatch van Maia Chiburdanidze met 5½-1½. In 1996 versloeg ze Xie Jun met 8½-4½ en werd daarmee wereldkampioen bij de vrouwen. Rond 1998 had ze haar titel moeten verdedigen tegen Xie Jun. Het duurde nogal lang voor de kandidatuur van Xie Jun vaststond en in de tussentijd was Polgar moeder geworden. Ze vroeg daarom aan de FIDE uitstel van de match, maar kreeg dat niet en werd haar titel vervallen verklaard. De laatste jaren is ze niet erg actief meer in het wedstrijdschaak en richt zich meer op promotionele activiteiten. In de 36e Schaakolympiade in Calvià in 2004 speelde ze wel, als lid van het team van de Verenigde Staten, ze scoorde 10½ uit 14; het team van de VS eindigde als tweede.
In 2003 was ze "Grandmaster of the Year" in de Verenigde Staten. Daar stichtte ze de Susan Polgar Foundation die bedoeld is als steun voor schakende vrouwen en voor de schakende jeugd.
In 2006 publiceerde ze samen met Paul Truong het boek Chess Tactics for Champions: A step-by-step guide to using tactics and combinations the Polgar way.

### Voorbeeld
Hier volgt een partij van Polgar tegen Emil Ivanov (Varna 1981):
1.d4 Pf6 2.c4 c5 3.d5 b5 Wolgagambiet 4.Lg5 Pe4 5.Lf4 Da5+ 6.Pd2 bc 7.Dc2 Pf6 8.e4 d6 9.Lc4 g6 10.e5 Ph5 11.Le3 de 12.d6 Lb7 13.Lf7+ Kd7 14.Db3 Lc8 15.Dd5 (diagram) (1-0)

## Televisie
Polgar werkte als testpersoon mee aan de BBC-serie My Brilliant Brain, waarin de makers dieper ingaan op wat intelligentie precies is.